# Stadtarchiv Eilenburg
Das Stadtarchiv Eilenburg ist das Archiv der Stadt Eilenburg. Es verwahrt gemäß seiner Satzung die Unterlagen der städtischen Ämter, Einrichtungen und Eigenbetriebe und macht den Bestand im Falle eines berechtigten Interesses für die Öffentlichkeit nutzbar. Die Bestände des Archivs reichen zurück bis in das Jahr 1404. Daneben unterhält das Stadtarchiv ein Zwischenarchiv sowie eine Bibliothek.

## Geschichte
Bereits im Mittelalter verfügte Eilenburg über ein Archiv. Spätestens im 15. Jahrhundert unterhielt die Stadt ein Urkundendepot und Kanzleiarchiv. Ein bedeutender Beständeverlust ist durch den Rathausbrand 1521 anzunehmen. Seit 1545 verschloss man die Archivbestände gemeinsam mit der Kämmereikasse in einem Gewölbe des Rathauses. Die erste urkundliche Erwähnung des Eilenburger Stadtarchivs findet sich in den Stadtstatuten aus dem Jahr 1634. Damals verwaltete der Stadtschreiber die kommunalen Archivbestände. Neben dem Kanzleiarchiv existierten mit dem Kämmerei- und dem Stadtgerichtsarchiv noch kleinere Nebenarchive.
Eine systematische Neuordnung der Bestände im Kämmereiarchiv wurde 1746 vorgenommen. Im Zuge der Verwaltungsumstrukturierung nach dem Wiener Kongress und der nunmehrigen Zugehörigkeit zu Preußen wurde das Amt Eilenburg aufgelöst und dem Landkreis Delitzsch zugeordnet. In diesem Zusammenhang verlor Eilenburg 1821 die Stadtgerichtsbarkeit. Eine Reihe wertvoller Archivalien gelangte so in die Bestände der nun übergeordneten Behörden. Das in Eilenburg verbliebene Archiv wurde zunehmend vernachlässigt und ungeordnet und ohne Verzeichnis verwaltet. Im Verlauf des 19. Jahrhunderts gelangten die Bestände der eingemeindeten Vorstädte nach Eilenburg. Eine Sichtung und Neuordnung des Archivgutes erfolgte 1910.
In der Endphase des  Zweiten Weltkrieges wurde der Bestand in den Bergfried auf Burg Eilenburg ausgelagert, dessen 3,5 Meter dicke Mauern einen Verlust verhinderten. Die im Rathaus verbliebenen Unterlagen gingen jedoch im April 1945 mit dem Beschuss der Stadt verloren. Dies betrifft die größten Teile der Bestände aus den Jahrgängen 1921 bis 1945. 1974 wurde das Stadtarchiv organisatorisch dem Stadtmuseum Eilenburg zugeordnet, seit 2018 dem Fachbereich Ordnung und Soziales der Stadtverwaltung. Die elektronische Erfassung aller Archivbestände erfolgte bis 2019.

## Bestände
Die Bestände des Stadtarchivs Eilenburg umfassen einen Urkundenbestand aus den Jahren 1404 bis 1780, Unterlagen der Stadtverordnetenversammlungen und der Stadtverwaltung von 1531 bis 1990, Bestände der eingemeindeten Dörfer Hainichen (1949–1975), Wedelwitz (1951–1977) und Kospa-Pressen (1952–1990). Hinzu kommen die Bauakten der Jahre 1942 bis 1990, Unterlagen der städtischen Schulen von 1865 bis 2002 und die Personenstandsbücher des Standesamtsbezirks Eilenburg (1874–1989) mit den ehemaligen Standesämtern Doberschütz, Gotha, Hohenprießnitz, Jesewitz, Krippehna, Mörtitz, Pressen, Sprotta und Zschepplin.
Weiterhin führt das Archiv in seinem Bestand Eilenburger Adressbücher aus den Jahren 1888 bis 1942 sowie wohl unvollständige Sammlungen des Eilenburger Wochenblatts und der Leipziger Volkszeitung. Des Weiteren wird eine Sammlung alter Siegel verwahrt.

## Standorte

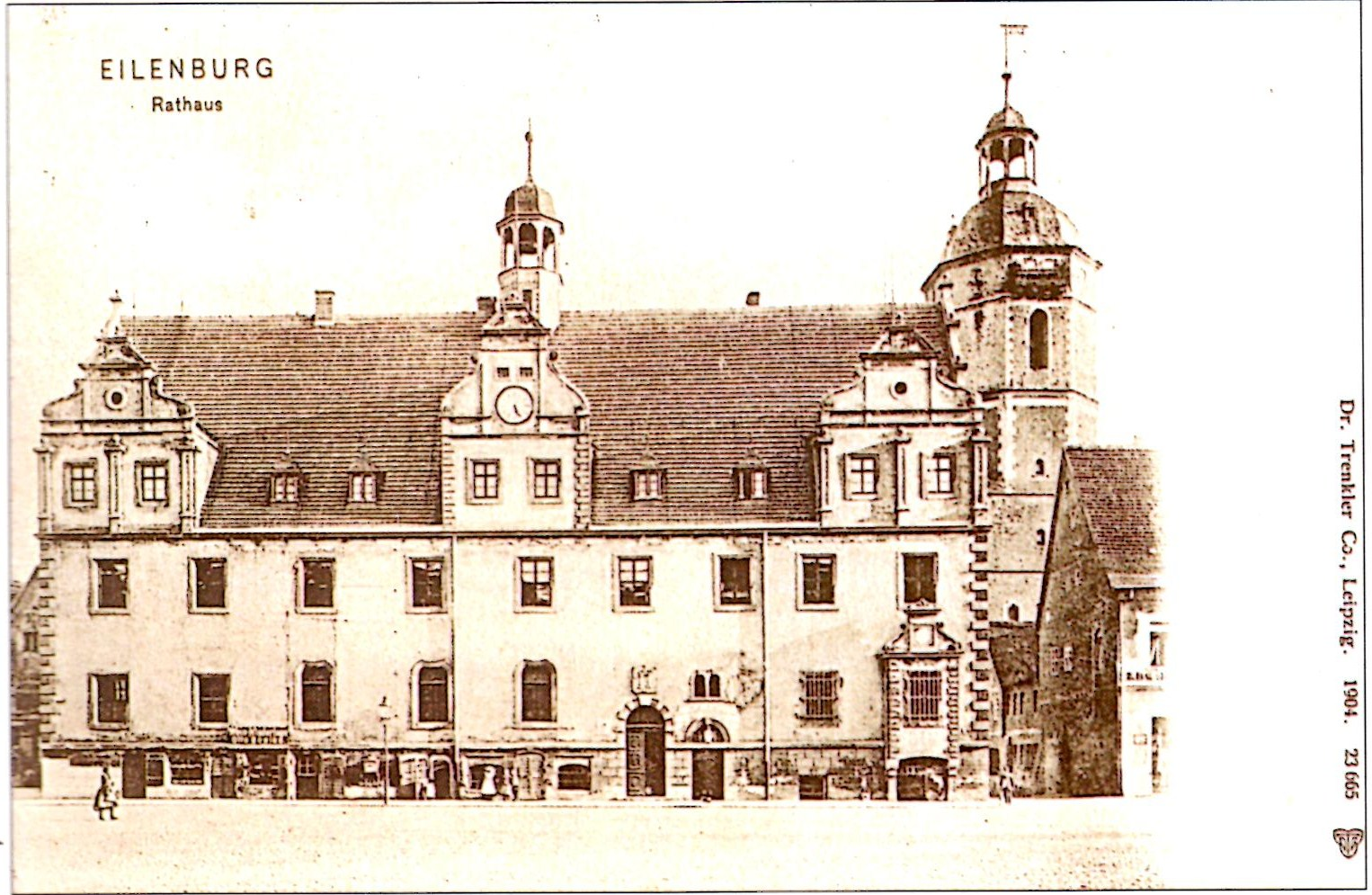
Rathaus (1904), Standort von 1545 bis 1945
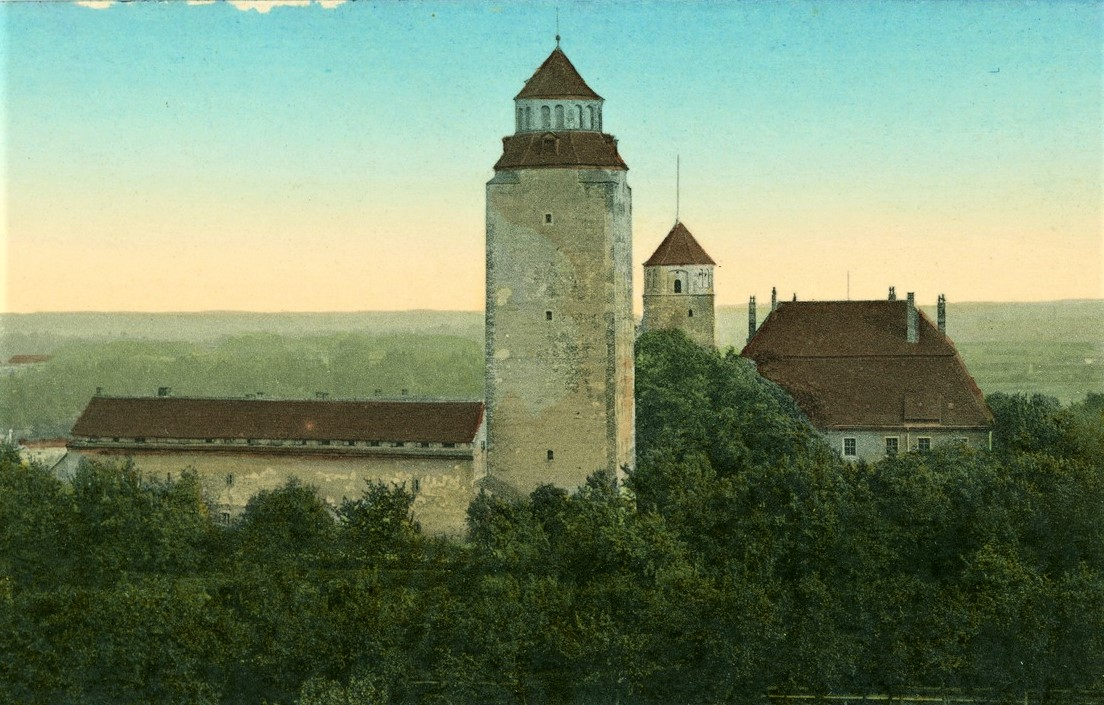
Bergfried auf einer Ansichtskarte von 1901, Standort 1944 und 1945
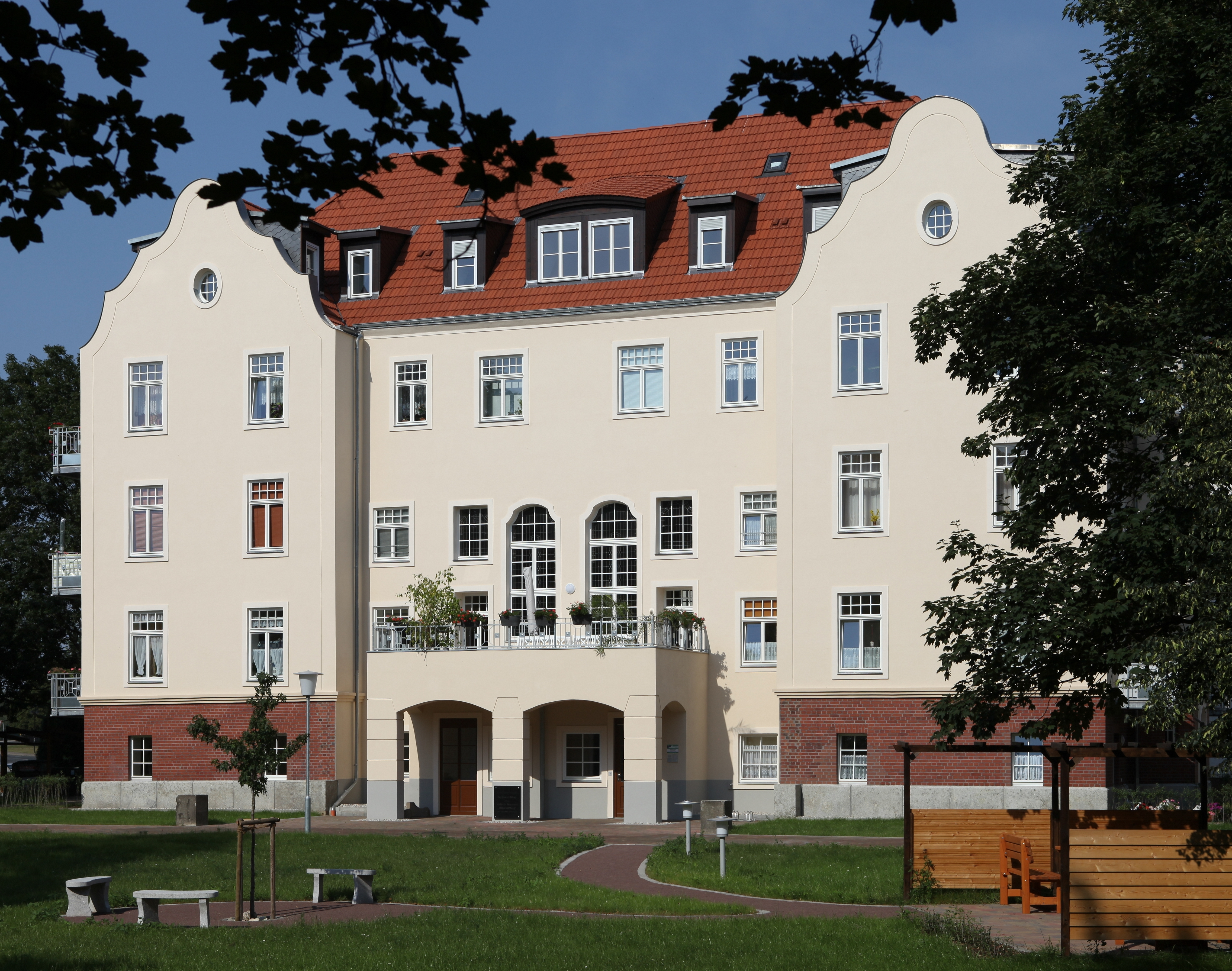
Samuelisdamm 10 (2012), Standort zu DDR-Zeiten
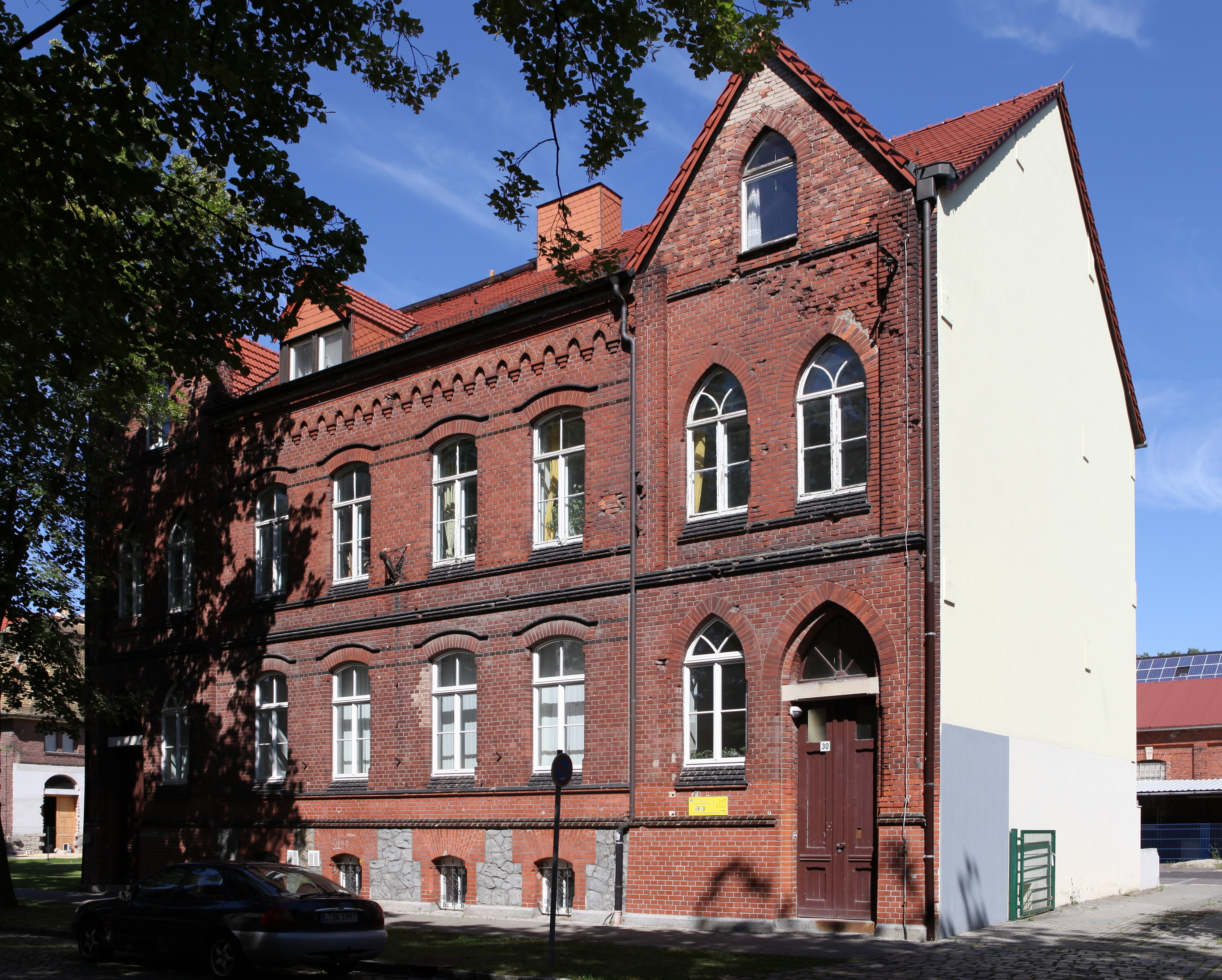
Schreckerstraße 30 (2012), Standort bis 2019

Das Stadtarchiv befand sich zunächst über Jahrhunderte im Rathaus. Im 1545 nach einem Brand wiedererrichteten Rathaus befand sich das Kanzleiarchiv in einem Gewölbekeller. Durch die Auslagerung weiter Teile des Bestandes auf die Burg Eilenburg 1944 konnte ein Komplettverlust im Zweiten Weltkrieg verhindert werden. Zu Zeiten der DDR war das Stadtarchiv im Gebäude Samuelisdamm 10 (Röberstift) untergebracht. 1992 zog das Archiv in das Haus 3 der ehemaligen Kaserne. Bis 2019 wurde auch das Wohnhaus Schreckerstraße 30 als Zwischenarchivstandort genutzt. Seither befindet sich das Stadtarchiv einschließlich des Zwischenarchivs auf dem ehemaligen Kasernengelände und nutzt nun auch die Räumlichkeiten, die zuvor die Stadtbibliothek beanspruchte.